# Гурвн
Гурвн (в переводе с калмыцкого — тройка) — жанр калмыцкого фольклора. Необычность гурвна заключается в том, что он в стихотворной форме сочетает признаки загадки и пословицы или поговорки.
Гурвн состоит из вступительного вопроса и трёхстишия — ответа. Первая строка — вопрос, следующие три — ответы. Примеры:

Три из того, что быстро?

Что быстро в мире? Ноги скакуна.

Стрела, коль ловко пущена она.

И мысль быстра, когда она умна.

Три из того, что сыто?

В мае месяце сыто приволье степей

Сыт ребёнок, что вскормлен матерью своей,

Сыт старик, воспитавший достойных детей

Три из тех, кто богат?

Старик, коль много дочек и сынков, богат

Уменьем мастер среди мастеров богат

Бедняк, хотя бы тем, что нет долгов, богат

У калмыцкой молодёжи существовала традиция проведения состязаний на знание гурнов. В ходе таких состязаний нередка была и импровизация. Подобный фольклорный жанр существует и у монголов, что объясняется родственными культурой и этногенезом калмыцкого и монгольского народов.